# Hunnia Studio
Le Hunnia Studio fut le premier studio de cinéma hongrois à être construit en vue d'y faire des films. Situé à Budapest, il fut bâti entre septembre 1911 et février 1912. Son fondateur fut Miklós Faludi, metteur en scène au théâtre Vígszínház qui souhaitait se lancer dans l'industrie cinématographique. Le bâtiment initial avait un toit de verre, chose commune à l'époque, ce qui permettait les tournages à la lumière naturelle.
Le studio ferma au bout d'un an. Il partage son nom avec un studio qui eut plus de succès, le Hunnia Film Studio.

## Source de la traduction
- (en) Cet article est partiellement ou en totalité issu de l’article de Wikipédia en anglais intitulé « Hunnia Studio » (voir la liste des auteurs).